# Lines of Action
Lines of Action és un joc de tauler abstracte per a dos jugadors creat per Claude Soucie a la dècada de 1960. Cada un dels jugadors comença amb dos grups de fitxes no connexos i l'objectiu és aconseguir un sol grup connex de fitxes. Aquestes es mouen en funció del nombre de fitxes totals que hi ha a cada línia del tauler i es poden capturar.

## Història
Lines of Action fou creat per Claude Soucie, membre del grup de creadors de jocs New York Game Associates, però inicialment només fou conegut en cercles reduïts. La seva popularització s'inicià amb la inclusió del joc al llibre de Sid Sackson A Gamut of Games (1969), però durant molts anys no es formà cap comunitat estable de jugadors.
Fou a començaments de la dècada de 1990 quan començà a sorgir una activa comunitat de jugadors i es començà a estudiar el joc a nivell matemàtic, amb l'aparició de programes informàtics. Actualment el millor jugador a nivell mundial és el programa MIA Arxivat 2010-08-22 a Wayback Machine. que fou el primer classificat en la 8a Olimpíada Informàtica (2003), en la 9a Olimpíada Informàtica (2004) i en l'11a Olimpíada Informàtica (2006). D'altra banda els millors jugadors humans actuals són possiblement Jorge Gómez Arrausi i Gianfranco Buccoliero.
Lines of Action donà lloc a la creació d'un altre joc per part de Sid Sackson, anomenat Fields of Action.

## Regles

### Disposició inicial i objectiu
Lines of Action es juga en un escaquer tradicional de 8x8 caselles i es fa servir la notació algebraica dels escacs per a les files i les columnes. Cada jugador disposa de dotze fitxes, que es disposen inicialment de la forma següent:
L'objectiu del joc és aconseguir reunir totes les fitxes pròpies formant un únic cos connex. Dues fitxes es consideren connexes si són contigües en horitzontal, en vertical o en diagonal. A més, una única fitxa forma un grup connex per si mateixa, de manera que si un jugador es queda amb una sola fitxa, guanya automàticament.

### Regles de moviment i captura
- Els jugadors juguen per torns i les negres tenen la primera jugada.
- Les fitxes es poden moure en horitzontal, en vertical o en diagonal.
- Una fitxa es pot moure tantes caselles com fitxes hi hagi en la línia per la qual es vol moure, inclosa ella mateixa i les fitxes amigues i enemigues; per tant, com a mínim una fitxa sempre pot moure una casella.
- Una fitxa pot saltar per sobre de fitxes amigues, però no sobre fitxes enemigues.
- Una fitxa ha de caure sempre sobre una casella buida o ocupada per una fitxa enemiga, cas en què es captura la fitxa i es retira del joc.

### Exemple
En la següent partida d'exemple, les negres comencen amb c8-c6. La seva fitxa mou dues caselles perquè hi ha dues fitxes en la línia (c8 i c1) en què es vol moure. A continuació les blanques no poden jugar a6-d6, ja que haurien de saltar sobre una fitxa enemiga. En lloc d'això, les blanques mouen a6-c4, dues caselles perquè hi ha dues fitxes en la diagonal (a6 i f1).
Ara les negres mouen e8-b5, ja que es pot saltar per sobre de fitxes amigues i mou tres caselles, ja que hi ha tres fitxes en la diagonal per la qual es mou (a4, c6 i e8).
Les blanques mouen h3-f1 i capturen la fitxa situada a f1; han mogut dues caselles, ja que en la diagonal hi havia dues fitxes (h3 i f1).
Si un jugador es queda amb una sola fitxa, guanya automàticament, ja que, per definició, les seves fitxes formen un grup connex. Si un moviment provoca que els dos jugadors formin simultàniament un grup connex es produeix o bé un empat o bé una victòria del jugador que ha mogut, en funció de com s'hagi acordat abans de la partida.